# 안드로메다의 위기 (미니시리즈)
안드로메다의 위기(The Andromeda Strain)는 미국에서 제작된 미카엘 살로먼 감독의 2008년 SF 미니시리즈이다. 벤자민 브랫 등이 주연으로 출연하였고 클라라 조지 등이 제작에 참여하였다.

## 출연

### 주연
- 벤자민 브랫
- 에릭 맥코맥

### 조연
- 크리스타 밀러
- 대니얼 대 킴
- 비올라 데이비스
- 루이스 페헤이라
- 배리 플랫맨
- 테드 휘톨
- 테드 아세튼
- 톰 맥베스
- 릭 슈로더
- 안드레 브라우퍼
- 제시 모스
- 마그다 아파노위즈
- 커트 맥스 런트
- 커트 에반스
- 파노우
- 안나 겔빈
- 미첼 수차넥
- 조나단 포츠
- 애드리언 홈즈
- 캔더스 처칠
- 에밀리 홈즈
- 그레이엄 더피
- 다니엘 베이컨
- 프레드 키팅
- 스타시 코펠랜드
- 후안 카를로스 벨리스
- 데이빗 로스
- 더글러스 오키프
- 톰 버틀러
- 넬스 렌나슨
- 크리스 브래드포드
- 비스키 거거쉬
- 매튜 스몰리
- 티치 그랜트
- 바트 앤더슨
- 데니즈 갤릭
- 미첼 애셔
- 니콜라 앤더슨
- 로만 포드호라
- 폴 페리
- 루크 카밀레리
- 이브 하로우
- 마이클 테이겐
- 제이콥 블레어
- 에릭 브레커
- 브루노 버도니

## 제작진
- 원작자: 마이클 크라이튼
- 공동제작: 말콤 리브
- 공동제작: 론 빈코스키
- 미술: 제리 워넥
- 의상: 제니 걸렛
- 배역: 하이크 브랜드스타터
- 배역: 스콧 매스터슨
- 배역: 데니즈 채미언
- 배역: 코린 메이어스